# گلوور تیشرا
گلوور تیشرا (انگلیسی: Glover Teixeira؛ زادهٔ ۲۸ اکتبر ۱۹۷۹) ورزشکار هنرهای رزمی ترکیبی، کاراته‌کا و بوکسور اهل برزیل است. وی پیش‌تر کمربند قهرمانی دسته نیمه‌سنگین‌وزن سازمان یواف‌سی را در اختیار داشت.

## قهرمانی ها و دستاوردها

### هنرهای رزمی ترکیبی
- مسابقات قهرمانی مبارزه نهایی
- قهرمانی سبک وزن UFC (یک بار)
- بیشترین امتیاز در تاریخ بخش سبک وزن UFC (13)
- بیشترین ارسالی در تاریخ بخش سبک وزن UFC (7)
- دومین برد در تاریخ بخش سبک وزن UFC (16)
- بیشترین پاداش های پس از مبارزه در تاریخ بخش سبک وزن UFC (10)
- بیشترین تلاش برای ارسال در تاریخ بخش سبک وزن UFC (16)
- اجرای شب (چهار بار) در برابر رشاد ایوانز، یون کوتابا، آنتونی اسمیت و یان بلاچوویچ
- ناک اوت شب (یک بار) در مقابل رایان بادر
- ارسال شب (یک بار) در مقابل جیمز ته هونا
- مبارزه شب (چهار بار) در مقابل اوینس سنت پریکس، الکساندر گوستافسون، جیری پروچازکا و هیل جاماهال

### شوتو
- قهرمانی آمریکای جنوبی 220 پوند (یک بار)

### شردوگ
- 2012 ضربه برتر سال در مقابل فابیو مالدونادو
- 2012 تیم دوم همه خشونت
- 2013 همه خشونت تیم سوم
- بیت داون سال 2020 در مقابل آنتونی اسمیت
- مبارزه سال 2022 مقابل جیری پروچازکا

### بی تی اسپورت
- کامبک سال 2020

### مطبوعات رزمی
- کامبک سال 2020 مقابل تیاگو سانتوس
- بهترین مبارز سال کامبک 2020

### جوایز جهانی MMA
- مبارزه سال 2022 مقابل جیری پروچازکا در UFC 275

### ESPN
- مبارزه سال 2022 مقابل جیری پروچازکا

### پرس کیج ساید
- مبارزه سال 2022 مقابل جیری پروچازکا در UFC 275

### نشریه کشتی گیر
- مسابقه MMA سال 2022 مقابل جیری پروچازکا در UFC 275